# Ренато Каттанео (футболіст, 1903)
Ренато Каттанео (італ. Renato Cattaneo, 26 жовтня 1903, Алессандрія — 25 червня 1974, Алессандрія) — італійський футболіст, що грав на позиції правого крайнього нападника, зокрема за клуб «Алессандрія», а також національну збірну Італії. 
По завершенні ігрової кар'єри — тренер.

## Клубна кар'єра
Народився 26 жовтня 1903 року в місті Алессандрія. Вихованець футбольної школи місцевого однойменного клубу. Дорослу футбольну кар'єру розпочав 1922 року в основній команді «Алессандрії», в якій провів тринадцять сезонів, взявши участь у 304 матчах чемпіонату.  Більшість часу, проведеного у складі «Алессандрії», був основним правим крайнім нападником команди і одним з головних бомбардирів команди, маючи середню результативність на рівні 0,48 гола за гру першості. Став з командою переможцем Кубка КОНІ 1927, втішного турніру для команд, що не потрапили до фінального турніру чемпіонату. Каттанео забив 13 голів у Кубку КОНІ, серед який переможний гол у другому фінальному матчі проти «Казале», що завершився з рахунком 2:1 на користь «Алессандрії».
Згодом півтора сезони відіграв за «Рому». В 1936 році з командою завоював срібні медалі чемпіонату Італії.
Також у складі «Роми» двічі виступав у Кубку Мітропи, престижному в той час турнірі для провідних клубів Центральної Європи. В 1935 році римляни у першому матчі 1/8 фіналу переграли «Ференцварош» з рахунком 3:1, Каттанео забив один з голів. В матчі-відповіді римляни розгромно програли 0:8. Через рік у 1936 році «Рома» в 1/8 фіналу перемогла віденський «Рапід» (1:3, 5:1), а у 1/4 фіналу поступилась за сумою двох матчів празькій «Спарті» (0:3, 1:1).
Наприкінці 1930-х у статусі граючого тренера виступав за «Асті», знову за «Алессандрію», а також за «Санремезе».

## Виступи за збірну
На початку 1931 року дебютував в офіційних матчах у складі національної збірної Італії, відразу відзначившись голом у ворота збірної Франції. Свою другу і останню гру за національну команду провів восени 1935 року. Це був матч Кубка Центральної Європи, у якому італійці поступились збірній Чехословаччини (1:2), але все-одно стали переможцями турніру.

## Кар'єра тренера
Розпочав тренерську кар'єру, ще продовжуючи грати на полі, 1937 року, ставши граючим тренером «Асті». Згодом в аналогічному статусі тренував «Алессандрію» і «Санремезе».
Згодом сконцентрувався на тренерській роботі, протягом 1940-х років тренував команди «Асті», «Ентелла», рідної «Алессандрії», «Парми» і «Савони».
Останнім місцем тренерської роботи був клуб «Вогерезе», головним тренером команди якого Ренато Каттанео був протягом 1951—1952 років.
Помер 25 червня 1974 року на 71-му році життя в Алессандрії.
| Дата       | Місто   | Господарі      | Результат | Гості   | Турнір                   | Голи | Примітки |
| ---------- | ------- | -------------- | --------- | ------- | ------------------------ | ---- | -------- |
| 25-1-1931  | Болонья | Італія         | 5 – 0     | Франція | товариський матч         | 1    |          |
| 27-10-1935 | Прага   | Чехословаччина | 2 – 1     | Італія  | Кубок Центральної Європи | -    |          |
| Усього     |         | Матчів         | 2         |         | Голів                    | 1    |          |

### Статистика виступів у Кубку Мітропи
| №                      | Розіграш               | Стадія                 | Дата та місце проведення | Команда 1              | Рахунок | Команда 2      | Голи та інші дії |
| ---------------------- | ---------------------- | ---------------------- | ------------------------ | ---------------------- | ------- | -------------- | ---------------- |
| 1                      | 1935                   | 1/8                    | 16.06.1935, Рим          | Рома                   | 3:1     | Ференцварош    | 29'              |
| 2                      | 1935                   | 1/8                    | 22.06.1935, Будапешт     | Ференцварош            | 8:0     | Рома           |                  |
| 3                      | 1936                   | 1/8                    | 21.06.1936, Відень       | Рапід (Відень)         | 3:1     | Рома           |                  |
| 4                      | 1936                   | 1/8                    | 28.06.1936, Рим          | Рома                   | 5:1     | Рапід (Відень) |                  |
| 5                      | 1936                   | 1/4                    | 4.07.1936, Прага         | Спарта (Прага)         | 3:0     | Рома           |                  |
| 6                      | 1936                   | 1/4                    | 12.07.1936, Рим          | Рома                   | 1:1     | Спарта (Прага) |                  |
| Всього в Кубку Мітропи | Всього в Кубку Мітропи | Всього в Кубку Мітропи | Всього в Кубку Мітропи   | Всього в Кубку Мітропи | 6       |                | 1                |

## Титули і досягнення
- Володар Кубка КОНІ (1):

«Алессандрія»: 1927
- Срібний призер Серії А (1):

«Рома»: 1935–1936
- Володар Кубка Центральної Європи (1):

Італія:1933—1935